# Т-15 (БМП)
Т-15 (Индекс ГБТУ — Объект 149) — перспективная российская боевая  машина пехоты на базе универсальной гусеничной платформы «Армата».
Впервые была продемонстрирована на параде Победы в Москве в 2015 году. БМП Т-15 имеет танковый уровень бронирования и активную защиту Афганит, что позволяет БМП вести бой в одном строю с танками Армата Т-14. Наличие современного ракетного вооружения из ПТРК Корнет и автоматической пушки позволяет эффективно обстреливать как пехотные, так и танковые цели.

## Концепция и перспективы применения
БМП Т-15 является боевой машиной сетецентрической войны, то есть способна передавать данные по обнаруженным целям для уничтожения другим машинам тактического звена и в свою очередь принимать от них задания на уничтожение целей адекватных вооружению БМП. Практическая реализация такого сценария производится через единую систему управления тактического звена.
Система предназначена для ведения манёвренных боевых действий против любого противника в составе танковых и мотострелковых подразделений в качестве основного многоцелевого боевого средства в условиях применения ядерного оружия и других видов оружия массового поражения.
Противотанковый комплекс спроектирован для поражения современных танков с комплексами активной защиты.
БМП имеет ярко выраженную поддержку работы в режиме системы ПВО ближнего боя с акцентом на уничтожение БПЛА и противотанковых вертолётов класса Apache. По заявлению разработчиков БМП Т-15 будет иметь пусковое устройство для БПЛА для разведки целей и исследования окружащей обстановки.

## Варианты боевых модулей
За счёт модульности платформы Армата на Т-15 предполагается использование нескольких вариантов боевых модулей в зависимости от тактического применения БМП.

### С необитаемым боевым модулем Бумеранг-БМ
Боевой модуль «Бумеранг-БМ» кругового вращения использует 30-мм автоматическую пушку 2А42 с селективным боепитанием и спаренный с ней 7,62-мм пулемёт ПКТ, а также две сдвоенные пусковые установки для ПТРК «Корнет». Сообщалось, что боезапас будет состоять из 500 снарядов к пушке, 2000 патронов к пулемёту и четырёх противотанковых ракет 9М133 или ракет ПВО 9М133ФМ-3.
Пушка 2А42 на боевом модуле Бумеранг-БМ позволяет вести эффективный огонь:
- по живой силе — до 4000 м;
- по легкобронированной технике — до 1500 м;
- по воздушным целям — до высоты 2000 м (с дозвуковыми скоростями и наклонной дальностью до высоты 2500 м).

В состав компьютеризованной системы управления огнём (СУО) будут входить два многофункциональных прицела: один для наводчика, другой для командира машины, а также радиолокационная станция, развитая система датчиков и двухплоскостной стабилизатор вооружения.
Система автосопровождения цели позволит вести огонь с высокой точностью на всю дальность стрельбы с места и в движении. Прицелы, судя по фотоснимкам, имеют большое количество каналов, и во многом будут дублировать друг друга, что очень важно при дистанционном использовании.
В отличие от других БМП на вооружении НАТО, боевые модули «Бумеранг-БМ», и особенно, 57-мм «Байкал» имеют ярко выраженную поддержку сценария работы в режиме ПВО ближнего боя, с пассивным обнаружением летательных аппаратов по телевизионным и инфракрасным оптическим приборам, а также поражения современных танков с комплексами активной защиты.
СУО Бумеранг-БМ позволяет вести:
- Автоматический поиск целей одновременно в различных спектральных диапазонах в пассивном и активном режиме;
- Поиск замаскированных целей оптическим локатором;
- Одновременный обстрел двух целей;
- Высокоэффективную стрельбу из АП по зенитным целям с автоматом сопровождения на углах до 70 градусов на высоте до 2500 метров на дальности до 4 км;
- Боевую работу в режиме дистанционного управления;
- Работу по внешнему целеуказанию (в том числе от РЛС с АФАР Т-14);

### С необитаемым боевым модулем Байкал
Заместитель генерального директора корпорации Уралвагонзавод Вячеслав Халитов заявил о создании для Армата Т-15 необитаемого боевого модуля «АУ200М Байкал» с автоматической пушкой калибра 57 мм.[5] Орудие было переработано[3] из корабельной зенитной установки в боевой модуль для установки на шасси Армата. «Байкал» предназначен для усиления огневой мощи против бронированных воздушных целей таких как штурмовики и тяжёлые ударные вертолёты с увеличением потолка поражения до 8000 метров и дальности до 12000 метров.[4]

### С миномётом
Гендиректор ЦНИИ «Буревестник» Георгий Закаменных заявил о возможной перспективе создания варианта боевого модуля со 120-мм миномётом на базе миномёта 2Б11 комплекса 2С12 «Сани».

## Ракетное вооружение
Противотанковый ракетный комплекс «Корнет-ЭМ» оборудован ракетой 9М133ФМ-3, предназначенной для поражения воздушных целей, в том числе малоразмерных беспилотных летательных аппаратов (БПЛА), и для этого имеет фугасный принцип поражения. Предельная высота действия 9М133ФМ-3 составляет 9 км, что выше потолка тяжёлых ударных БПЛА США типа MQ-1 Predator (7,2 км). Также ракета 9М133ФМ-3 позволяет уверенно поражать небронированные вертолёты класса Apache на встречных и догонных курсах на дальности до 10 км, что больше дальности действия их противотанкового вооружения — ракет «Hellfire», которые имеют дальность стрельбы 8 км в большинстве модификаций. Крылатые ракеты и низколетящие самолёты могут быть поражены только на встречном курсе.
ПТРК «Корнет-ЭМ» для борьбы с перспективными комплексами активной защиты танков поддерживает залповый пуск сразу двух ракет с задержкой, меньшей минимального времени срабатывания комплексов активной защиты танков.
Наличие запаса ракет для уничтожения воздушных целей, а также необходимость тратить по две ракеты для поражения танков с современными КАЗ определяют то обстоятельство, что Т-15 имеет 4 пусковых блока ракет, вместо 2-х пусковых блоков у большинства БМП с боевыми отделениями классом ниже без способности обстрела воздушных целей и поражения современных танков одновременным залпом из 2-х ракет.

## Защитные технологии
Т-15 имеет уровень бронирования на уровне танка Т-14.

### Пассивное бронирование
Т-15 использует общие элементы пассивного бронирования для платформы Армата:
- Лобовое композитное бронирование непробиваемое для современных ПТУР калибром до 150 мм и бронебойных оперённых подкалиберных снарядов калибром до 120 мм
- Отсек материально-технического обеспечения, отделение боекомплекта и топливное отделение изолированы бронированными переборками друг от друга.

На фотографии Т-15 видна система снижения заметности в ИК-диапазоне за счёт рассеивателей выхлопа, видимых как «крыльчатка» на передней части БМП.

### Комплекс динамического бронирования «Малахит»
На Т-15 установлена новая версия динамического бронирования общая для платформы «Армата», которая может быть реализована в том числе на электронном управлении. На текущий момент разработчиками раскрыты данные, что встроенная динамическая защита «Малахит» способна разламывать внутри себя снаряды и отражать тяжёлые противотанковые управляемые ракеты.
Заявляется безопасность ВДЗ для танка и пехоты путём сокращения количества взрывчатого вещества, используемого для уничтожения боеприпасов.

### Комплекс активной защиты
Машины семейства «Армата» оборудованы комплексом активной защиты «Афганит», который также выполняет роль разведывательной РЛС.
Возможности комплекса включают:
- Перехват снарядов разрушением
- Перехват ракет разрушением или ослеплением мультиспектральными завесами и электромагнитным оружием
- Комплекс имеет радио-оптическую РЛС с наложением на данные радара с АФАР данных от инфракрасных и ультрафиолетовых камер, что позволяет данному комплексу выполнять и роль разведки целей.